# Enoplognatha almeriensis
Enoplognatha almeriensis är en spindelart som beskrevs av Robert Bosmans och Van Keer 1999. Enoplognatha almeriensis ingår i släktet Enoplognatha och familjen klotspindlar.
Artens utbredningsområde är Spanien. Inga underarter finns listade i Catalogue of Life.